# 伪尼禄
伪尼禄（英語：Pseudo-Nero）指的是在罗马皇帝尼禄公元68年6月在获释奴隶法翁的别墅中自杀后，在69年秋到多米提安登基之间出现的几个尼禄的冒名顶替者。虽然希波的奥古斯丁记载了，他所生活的年代很多人相信尼禄将复活，但大部分学者认为这一时期有两到三个伪尼禄存在。除去有文献记载的三个伪尼禄以外，苏埃托尼乌斯记载了以伪尼禄名义发表的帝国布告允诺他的重临，鼓励他的追随者向尼禄的敌人复仇

## 背景
相信尼禄还活着这一点也许源于尼禄死亡地点的隐晦，虽然苏埃托尼乌斯记载说，加尔巴的自由人Icelus发现了尼禄的尸体，并向他的主人去报告。尼禄也没有像其他受欢迎的帝王和贵族那样采用隆重的葬礼，这也让他的支持者不满和怀疑。他没能葬入其他皇帝葬入的奥古斯都陵墓，而是被葬在了Domitii Ahenobarbi在苹丘的家族墓。尼禄死后，罗马平民对他的喜爱使他的墓地放满了鲜花。
伪尼禄出现的另一个原因是很多预言的流传，认为尼禄会在东方重新创立他的帝国。一个版本认为他会在耶路撒冷复活。这些预言和尼禄的出生图有关，对出生图的解释认为他会失去他的国家，然后在东方复兴塔西陀也记载了类似的预言和传言。尼禄复活的传言可能也影响了《启示录》的作者，让他构思了受到致命伤还可以自我治疗的大怪兽形象

## 第一个伪尼禄
第一个伪尼禄出现在公元68年秋天，或者是公元69年的初冬的阿哈伊亚，今日的希腊境内。公元66-67年，尼禄曾到希腊游览，参加泛希腊运动会，或许获得了当地居民的支持塔西陀将这种心理归咎于当地人的容易轻信和倔强，他看起来不喜欢居民的这种性格塔西陀记载支持者主要是奴隶或意大利的自由民。他聚集了一批流浪军人，然后带领他们出海了。
支持者的群体被暴风吹到了基斯诺斯岛。在这里，伪尼禄据说参参与了抢劫商旅的密谋，偷走了他们的货物，武装了他们的奴隶。基斯诺斯岛一直以被海盗作为基地。尼禄的后继者塞爾維烏斯·蘇爾皮基烏斯·加爾巴派遣Calpurnius Asprenas去守候在伪尼禄前往加拉太和潘菲利亚的路上捉拿他根据船长们提供的信息，Asprenas命令手下洗劫了伪尼禄的船，杀死了他，传首亚洲后带回了罗马。

## 第二个伪尼禄
在提图斯在位期间，出现了第二个伪尼禄。他的亚洲式名字是Terentius Maximus，喜欢随旋律唱歌，长得也像尼禄。他在幼发拉底河和帕提亚地区具有众多的支持者。他之后潜逃到了帕提亚，向他们许诺归还亚美尼亚，试图受到帕提亚人的欢迎。帕提亚国王阿尔达班三世和提图斯都接受了他，并把他送回罗马，当身份被揭穿后，这个伪尼禄被处决。1936年，利翁·福伊希特万格写过一篇小说《伪尼禄》，就是以这个伪尼禄为主人公，讽刺希特勒的上台和统治。

## 第三个伪尼禄
尼禄死去二十年后的多米提安统治时期，第三个伪尼禄出现。帕提亚人支持这个伪尼禄，他们很难被说服，事态几乎要发展到战争的程度。